# Euphorbia confinalis
Euphorbia confinalis ist eine Pflanzenart aus der Gattung Wolfsmilch (Euphorbia) in der Familie der Wolfsmilchgewächse (Euphorbiaceae).

## Beschreibung
Die sukkulente Euphorbia confinalis bildet Bäume bis 8 Meter Höhe und einem einfachen Stamm aus. Die Krone besteht aus aufsteigenden und gebogenen Zweigen, die bis 1 Meter lang werden. Sie sind drei- bis fünfkantig und mit länglichen Einschnürungen von 20 Zentimeter Länge und 5 Zentimeter Breite in Abschnitte gegliedert. Die etwas geflügelten Kanten sind mit buchtigen Zähnen versehen, die in einem Abstand von bis zu 2 Zentimeter zueinander stehen. Die Dornschildchen sind entweder miteinander verwachsen oder haben einen kleinen Abstand zueinander. Die Dornen werden bis 8 Millimeter lang.
Der Blütenstand besteht aus ein bis drei einfachen Cymen, die in einer waagerechten Linie an bis 3 Millimeter langen Stielen stehen. Die Cyathien erreichen 8 Millimeter im Durchmesser. Die länglichen Nektardrüsen sind grüngelb gefärbt und stoßen aneinander. Die stumpf gelappte Frucht steht an einem zurückgebogenen und bis 8 Millimeter langen Stiel. Über den Samen ist nichts bekannt.

## Verbreitung und Systematik
Euphorbia confinalis ist in Mosambik, Simbabwe und Südafrika verbreitet.
Die Erstbeschreibung der Art erfolgte 1951 durch Robert Allen Dyer.
Es werden folgende Unterarten unterschieden:
- Euphorbia confinalis subsp. confinalis
Verbreitung: in den südafrikanischen Provinzen Mpumalanga und Nordkap, im Süden von Mosambik und ganz im Südosten von Simbabwe auf Felsflächen und in ebenen Flächen nahe der Küste
- Euphorbia confinalis subsp. rhodesiaca L.C.Leach (1966)
Verbreitung: im Südosten von Simbabwe auf felsigen Böden; im Unterschied zur Stammart werden unterhalb der Krone starke Verzweigungen ausgebildet, diese sind vier- bis fünfkantig und die Bedornung ist stärker